# میپل شید، نیوجرسی
میپل شید (به انگلیسی: Maple Shade Township) شهری در ایالت نیوجرسی کشور ایالات متحده آمریکا است که جمعیت آن در سرشماری سال ۲۰۱۰ میلادی، ۱۹٬۱۳۱ نفر بوده‌است.